# Кирил Павликянов
Кирил Парашкевов Павликянов (на английски: Cyril Pavlikianov, Kyrill Pavlikianov, Kiril Pavlikjanov, на гръцки: Κύριλλος Παυλικιάνωφ, на руски: Кирилл Павликянов) е български византолог, професор в СУ „Св. Климент Охридски“.

## Биография
Роден e в София през 1965 г. Завършва НГДЕК „Константин-Кирил Философ“. През 1986 – 1987 г. следва история в Софийския университет. От 1987 г. следва история и византология в Атинския университет, където получава магистърска степен през 1994 г. и докторска степен през 1998 г. 
От 1998 г. преподава гръцки език в Софийския университет. Асистент е по новогръцка филология през 1998–2001 г. и е доцент по византийска литература през 2001–2007 г. във Факултета по класически и нови филологии на СУ. През 2001 г. става професор по византийска филология там, а през 2004 г. се хабилитира по средновековна история. От 2007 г. преподава в Софийския университет като редовен професор по византийска филология и палеография. В специалност „Новогръцка филология“ във ФКНФ на СУ води следните курсове за бакалаври: „Византийска култура“, „Странознание на Гърция“, „Византийска литература“, „История на съвременна Гърция“, „Практически новогръцки език“, „Византийски език“, „Новогръцка литература“ и „История на Византия“, и за магистри: „Новогръцка юридическа лексика“, „Езикът на новогръцката художествена литература“, „Знакови книги на съвременната гръцка литература“ и „Увод в културата на съвременна Гърция XIX – XX век“.
Изследователската му област е историята на манастирите на Света гора, като Ватопедски, Зографски, Симонопетра, Каракал и Констамонит. Роднина е на Кирил Български.

## Публикации
Kниги
- The Medieval Aristocracy on Mount Athos, УИ „Св. Климент Охридски“, 2001, ISBN 954-07-1595-4
- Σλάβοι μοναχοὶ στὸ Ἅγιον Ὄρος ἀπὸ τὸν Ι’ ὣς τὸν ΙΖ’ αἰῶνα, изд. Cultural Foundation of the Businessmen of Northern Greece (Πολιτιστικὴ Ἑταιρεία Ἐπιχειρηματιῶν Βορείου Ἑλλάδος) and the Centre for Cultural Research Sts Cyril and Methodios (Κέντρο Πολιτιστικῶν Μελετῶν «Ἅγιοι Κύριλλος καὶ Μεθόδιος») at the University Studio Press, Thessalonica 2002, ISBN 960-12-1142-X
- История на българския светогорски манастир Зограф от 980 до 1804 г., УИ „Св. Климент Охридски“, 2005, ISBN 954-07-2260-8
- The Athonite Monastery of Vatopedi from 1480 to 1600 - the Philological Evidence of Twenty-Eight Unknown Post-Byzantine Documents from its Archives, изд. "Фабер", Велико Търново, 2006, ISBN 954-775-545-5 и ISBN 978-954-775-545-1
- Τὰ μοναστήρια τοῦ Στρυμόνα καὶ τῆς Ροδόπης (съавтор), изд. "Ἁγιορειτικὴ Βιβλιοθήκη", Света гора и Атина (първо издание 2008, второ издание 2010), ISBN 978-960-86970-5-8
- The Athonite Monastery of Vatopedi from 1462 to 1707. The Archivе Evidence, УИ „Св. Климент Охридски“, 2008, ISBN 978-954-07-2752-3
- The Early Years of the Bulgarian Athonite Monastery of Zographou (980-1279) and its Byzantine Archive. Critical Edition of the Greek and Slavic Documents, Фондация "Българско историческо наследство", 2011, ISBN 978-954-8536-02-8

Монографии
- Ἡ Ἀθωνικὴ μονὴ Σιμωνόπετρα ἀπὸ τὸ 1800 ἕως καὶ τὸ 1830, в сп. «Ἠπειρωτικὰ Χρονικά» 43, 2009, с. 357-492
- The Mediaeval Greek and Bulgarian Documents of the Athonite Monastery of Zographou 980-1600. Critical Edition and Commentary of the Texts, УИ „Св. Климент Охридски“, 2014, ISBN 978-954-07-3882-6
- The Byzantine Documents of the Athonite Monastery of Karakallou and Selected Acts from the Ottoman Period 1294–1835. Critical Edition and Commentary of the Texts, УИ „Св. Климент Охридски“, 2015, ISBN 978-954-07-3952-6
- Medieval Slavic Acts from Mount Athos 1230–1734, Bulgarian and Serbian Acts from the Monasteries of Karakallou, Kastamonitou St. Paul, Vatopedi and Xenophontos. Moldavian and Wallachian Slavic Acts from the Monasteries of Docheiariou, Kastamonitou and Zographou. Critical Edition and Commentary of the Texts, УИ „Св. Климент Охридски“, 2018, ISBN 978-954-07-4425-4
- The Post-Byzantine Greek and Slavic Archives of the Athonite Monastery of Kastamonitou and its History According to the So-Called Legend (Logos Historikos) of Kastamonitou (Codex Kastamonitou no. 114), УИ „Св. Климент Охридски“, 2020, ISBN 978-954-07-4943-3
- Acta Graeca Simonopetrae (1516–1821). The Surviving Post-Byzantine Documents of the Athonite Monastery of Simonopetra and its Archival Codices A and B», УИ „Св. Климент Охридски“, 2022, ISBN 978-954-07-5440-6
- Medieval Greek and Slavic Documents of the Athonite Monastery of Hagiou Pavlou (St. Paul) 1010 - 1580. Critical Edition and Commentary of the Texts, УИ „Св. Климент Охридски“, 2023, ISBN 978-954-07-5705-6
- Acta Graeca Monasterii Karakallou in Monte Atho 1294 - 1821. The Greek and Slavic Archives of the Athonite Monastery of Karakallou and Selected Greek Translations of Ottoman Documents, УИ „Св. Климент Охридски“, 2024, ISBN 978-954-07-5939-5

Студии
- The Mediaeval Slavic Archives of the Athonite Monastery of Kastamonitоu – В: Cyrillomethodianum (Солун), vol:20, 2015, с. 153-216
- Authentic Medieval Slavic Documents Kept in the Bulgarian Athonite Monastery of Zographou (1342-1572) – В: Cyrillomethodianum (Солун), vol:XXI, 2016, с. 53-129
- История Афонского Зографского скита „Мавровир“ (Черный вир) – неизвестные болгарские свидетельства из архива Зографского Святогорского монастыря – В: Études Balkaniques LV/2, Sofia 2019, с. 351-389
- Catalogue of the Moldavian and Wallachian Slavic acts kept in the Bulgarian Athonite monastery of Zographou (1420-1698) – В: Годишник на Софийския университет „Св. Климент Охридски”, Център за славяно-византийски проучвания „Иван Дуйчев”, 100 (19), София 2019 (Mеждународна научна конференция „Граници, култури, идентичност“, посветена на 130 годишнината от създаването на Софийския университет „Св. Климент Охридски“), с. 115-150
- Unknown 19th Century Athonite Poem about a Quarrel for Land and Cholera – В: Études Balkaniques LVII/1, Sofia 2021, с. 87-139
- New Findings in the Slavic Manuscript Collection of the Athonite Monastery of Karakallou – В: Манастирски библиотеки в южнославянските земи и Русия през ХIV-ХVI век, Кирило-Методиевски студии 32, София 2022, с. 58-92
- Athonite Documents Preserved in the 16th Century Codex Hierosolymitanus Graecus no. 370 of the Greek Orthodox Patriarchate in Jerusalem – В: Études Balkaniques LIX/3, Sofia 2023, 542-573., Études Balkaniques, vol:LIX, issue:3, 2023, с. 542-573

Учебна литература
- Συνοπτικὸ ἐγχειρίδιο Νεοελληνικῆς Λογοτεχνίας – Кратко пособие по новогръцка литература, УИ "Паисий Хилендарски", 2008, ISBN 978-954-423-475-1
- Новогръцка литература: Кратък преглед и подбрани текстове, УИ „Св. Климент Охридски“, 2016, ISBN 9789540740768

Освен това към 2024 г. е автор на около 100 научни статии на английски, български и гръцки език, на около 60 доклада от конференции и на други публикации.